# 세이주 피츠

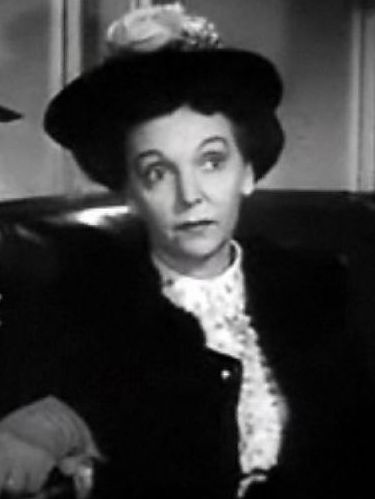

세이주 피츠(ZaSu Pitts, 1894년 1월 3일 ~ 1963년 6월 7일)는 미국의 배우, 연극 배우, 텔레비전 배우, 영화배우, 성우이다.
캔자스주에서 태어났으며 할리우드에서 사망하였다. 사인은 암이다.

## 영화
- 스릴 오브 잇 올 (1963년)
- 매드 매드 대소동 (1963년)
- 10대 백만장자 (1961년)
- 디스 콜드 비 더 나이트 (1957년)
- 프란시스 조인스 더 WACS (1954년)
- 프란시스 (1950년)
- 아버지와 인생을 (1947년)
- 레츠 페이스 잇 (1943년)
- 수줍은 독신남 (1942년)
- 노, 노, 나네트 (1940년)
- 레이디스 프럼 켄터키 (1939년)
- 카벨 수녀 이야기 (1939년)
- 더 게이 브라이드 (1934년)
- 여인네들 (1934년)
- 미트 더 바론 (1933년)
- 첫 항해 (1933년)
- 더 트라이얼 오브 비비엔 웨어 (1932년)
- 배니싱 프론티어 (1932년)
- 내가 죽인 남자 (1932년)
- 브론디 오브 더 폴리스 (1932년)
- 근위병 (1931년)
- 노, 노, 나네트 (1930년)
- 몬테 카를로 (1930년)
- 로터리 브라이드 (1930년)
- 데블스 홀리데이 (1930년)
- 서부 전선 이상 없다 (1930년)
- 파리 (1929년)
- 웨딩마치 (1928년) - 세실리아 역
- 레이지본즈 (1925년)
- 탐욕 (1925년)